# László Szabó (beeldhouwer)
László Szabó (Debrecen, 8 september 1917 – Ravenel, 17 december 1984) was een uit Hongarije afkomstige Franse beeldhouwer.

## Leven en werk
Szabó volgde in zijn geboortestad een rechtenstudie aan de universiteit. In 1944 week hij uit naar Zwitserland, waar hij zijn opleiding voortzette aan de kunstacademies van Lausanne en Genève (bij onder anderen Henry Koenig). In 1947 verhuisde hij naar Parijs, waar hij al snel onder de invloed raakte van het werk van de beeldhouwers Henry Moore en Constantin Brâncuşi. Hij sloot zich aan bij de beeldhouwers van de École de Paris en werd uitgenodigd voor de expositie in 1949 van de Salon de la Jeune Sculpture en in 1951 voor de Salon des Réalités Nouvelles.
Zijn atelier, Académie du Feu in de Rue Daguerre in Parijs, was een trefpunt voor schilders, beeldhouwers en studenten. In 1948 werd hij bezocht door de architect Le Corbusier, die bijzonder getroffen was door zijn sculpturale holwoning. De eerste architectuur/sculptuur, een sculptuur om in te wonen, uit 1954, die Szabó Solitude noemde, is in bezit van de Franse staat. In 1958 exposeerde Szabó met de beeldhouwers Henry Moore, Henri Laurens en Constantin Brâncuşi bij Galerie Claude Bernard in Parijs. In 1963 had hij een gezamenlijke tentoonstelling Art et Magie met de kunstenaars Pablo Picasso, Max Ernst en Germaine Richier.
Zijn werken creëerde hij van hout, steen of brons en stelden sterk geabstraheerde mens- en diervormen, alsmede vegetatieve vormen voor.

## Werken (selectie)
- 1950 : Urtier, Kulturhaus in Wiesloch
- 1956 : Lebensbaum of Wachsendes Leben (muschelkalk), Kulturhausgarten in Wiesloch (geplaatst in 1979)
- 1961 : Tiermutter mit Jungen (brons), Kulturhaus in Wiesloch (geplaatst in 1978)
- 1967 : Großer Feuervogel[1] (brons), Rathaus in Wiesloch (geplaatst 1978)
- 1968 : Säule, Heinrich-Vetter-Sammlung in Ilvesheim
- 1969 : Fliegende Fische, Olympiapark in München en Millenium Skulpturenpark in Hajdúszoboszló (Hongarije)
- 1970 : Seehund, Heinrich-Vetter-Sammlung in Ilvesheim
- 1971 : Vogel, Heinrich-Vetter-Sammlung in Ilvesheim
- 1972 : Lebensbaum, Mainz
- 1968/73 : La Vie, Heinrich-Vetter-Sammlung in Ilvesheim
- 1968/73 : Sonnengott, München
- 1974 : La Vie II, Stadthallenpark in Hannover
- 1975 : Strahlendes Leben, Villa Rothschild in Königstein im Taunus
- 1976 : Das Leben (reliëf), Peine
- 1977 : Sonnengott, Hajdúszoboszló

## Fotogalerij

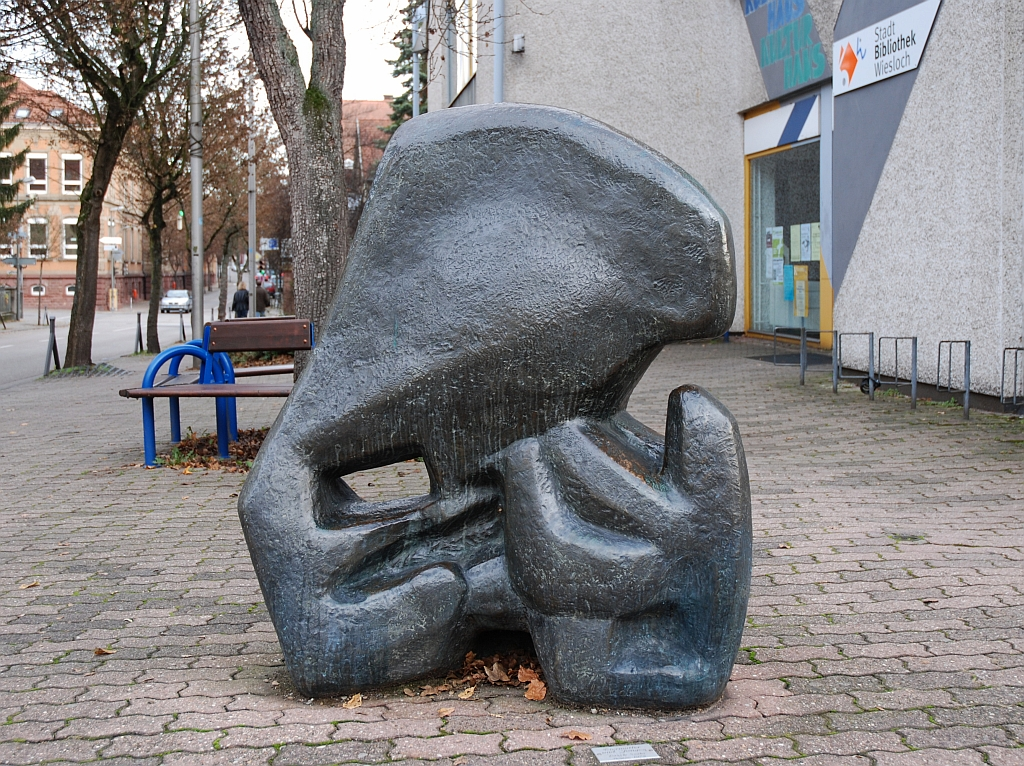
Urtier (1950)
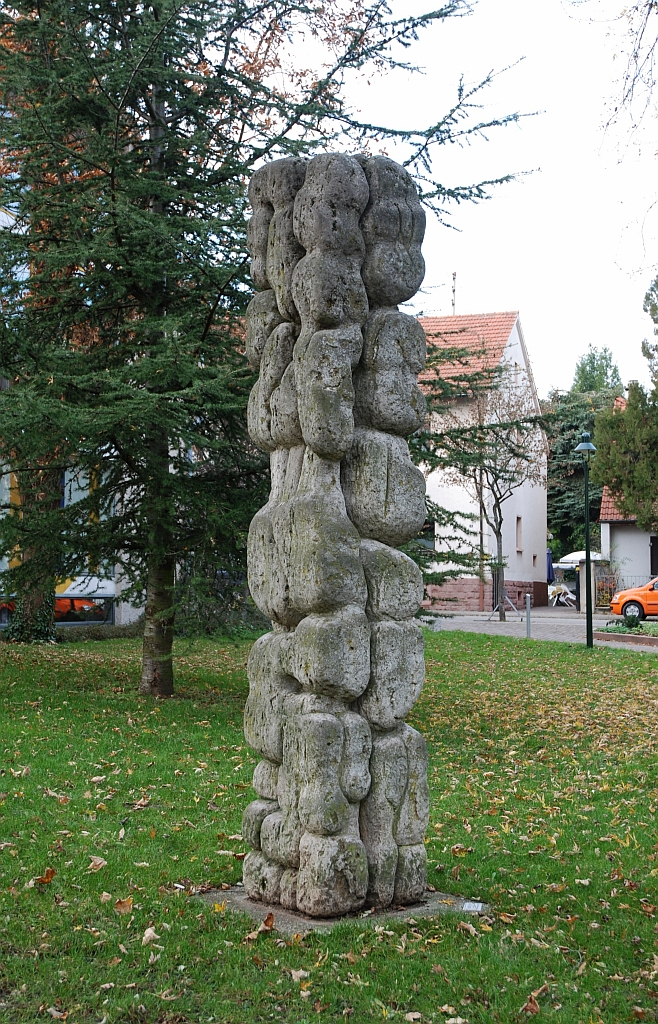
Lebensbaum (1956)
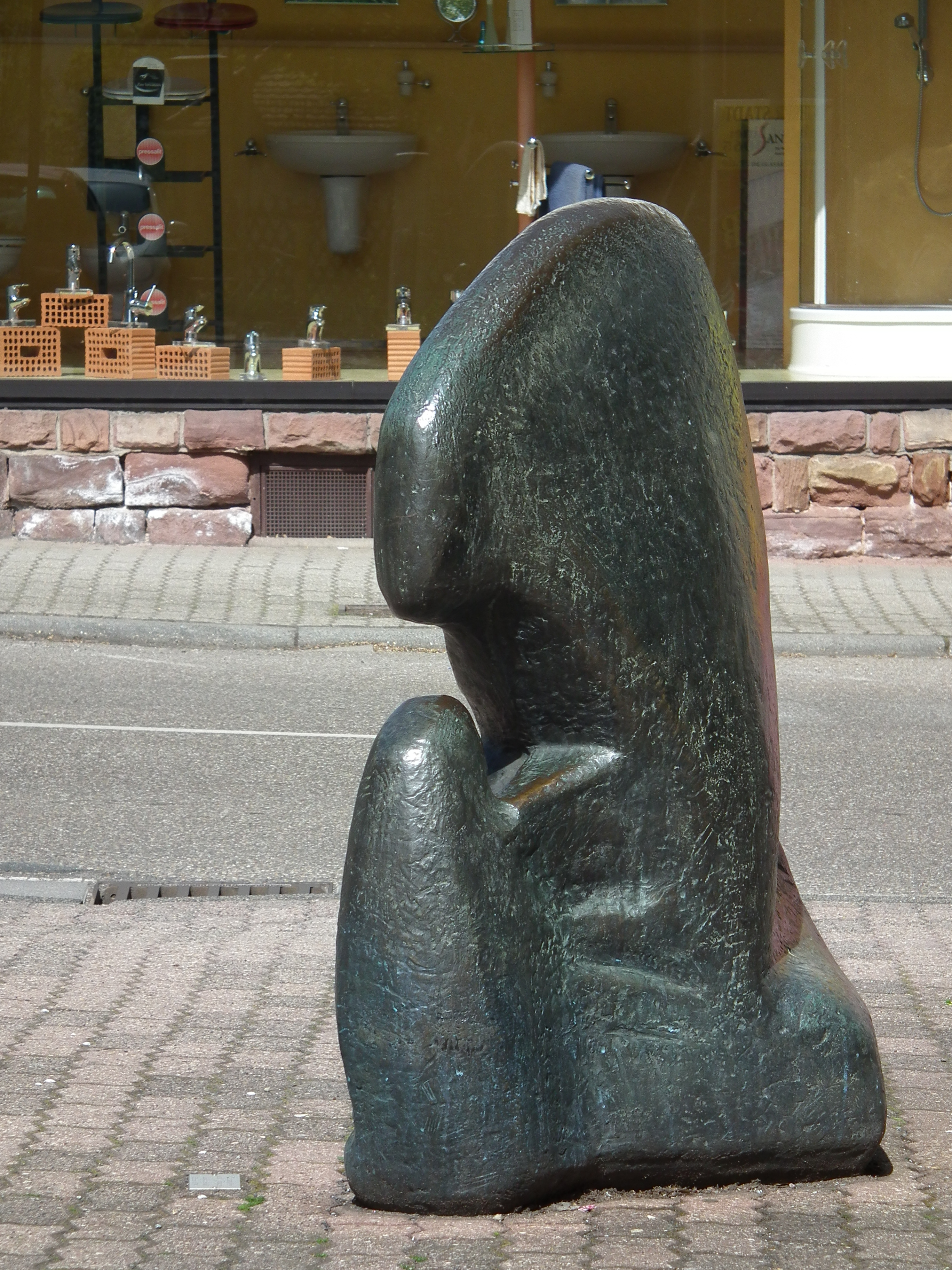
Tiermutter mit Jungen (1961), Wiesloch